# Duryea (Automarke)

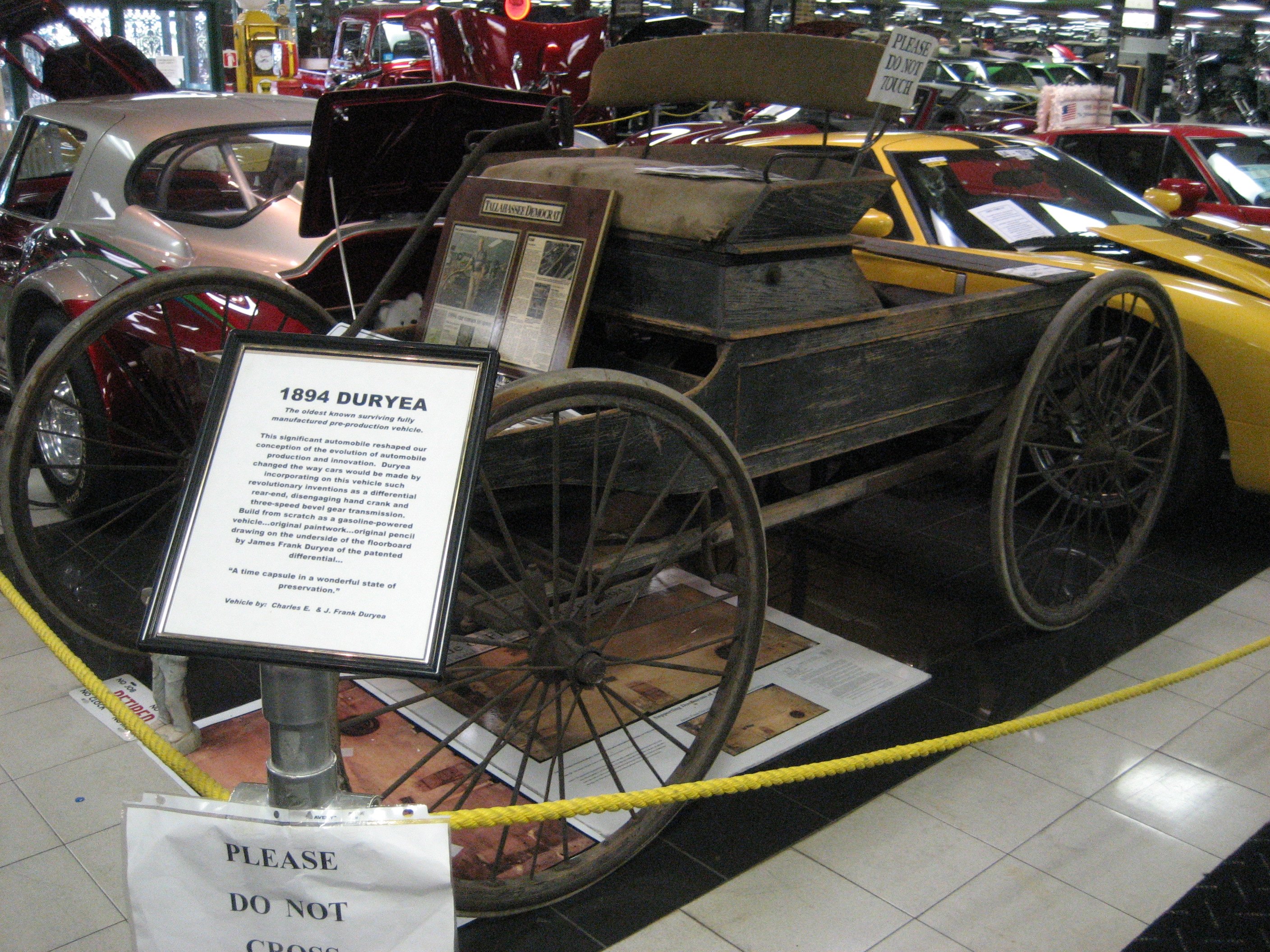
Duryea von 1894

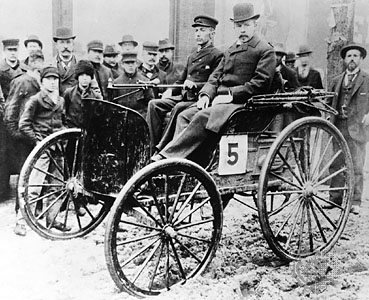
Duryea beim Times-Herald Contest 1895

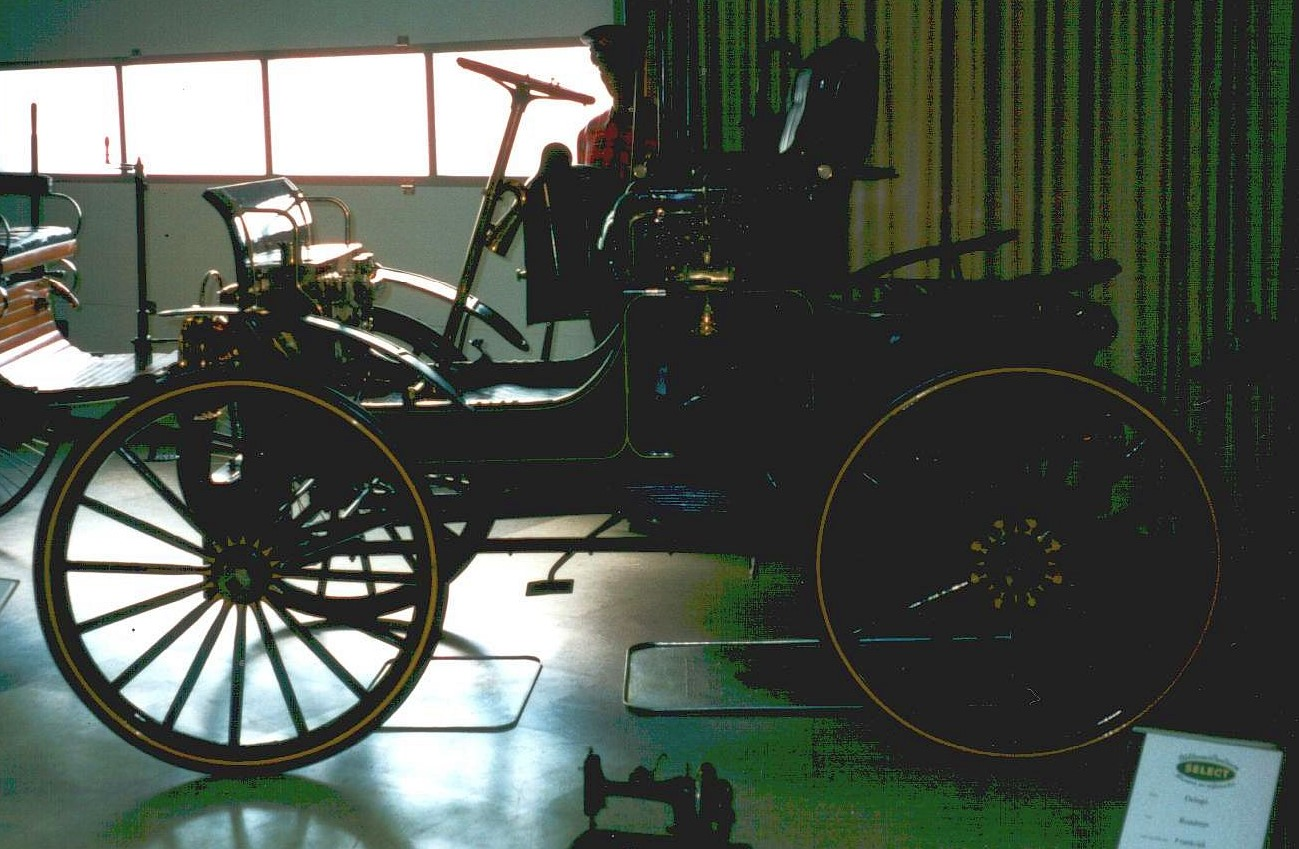
Duryea von 1895

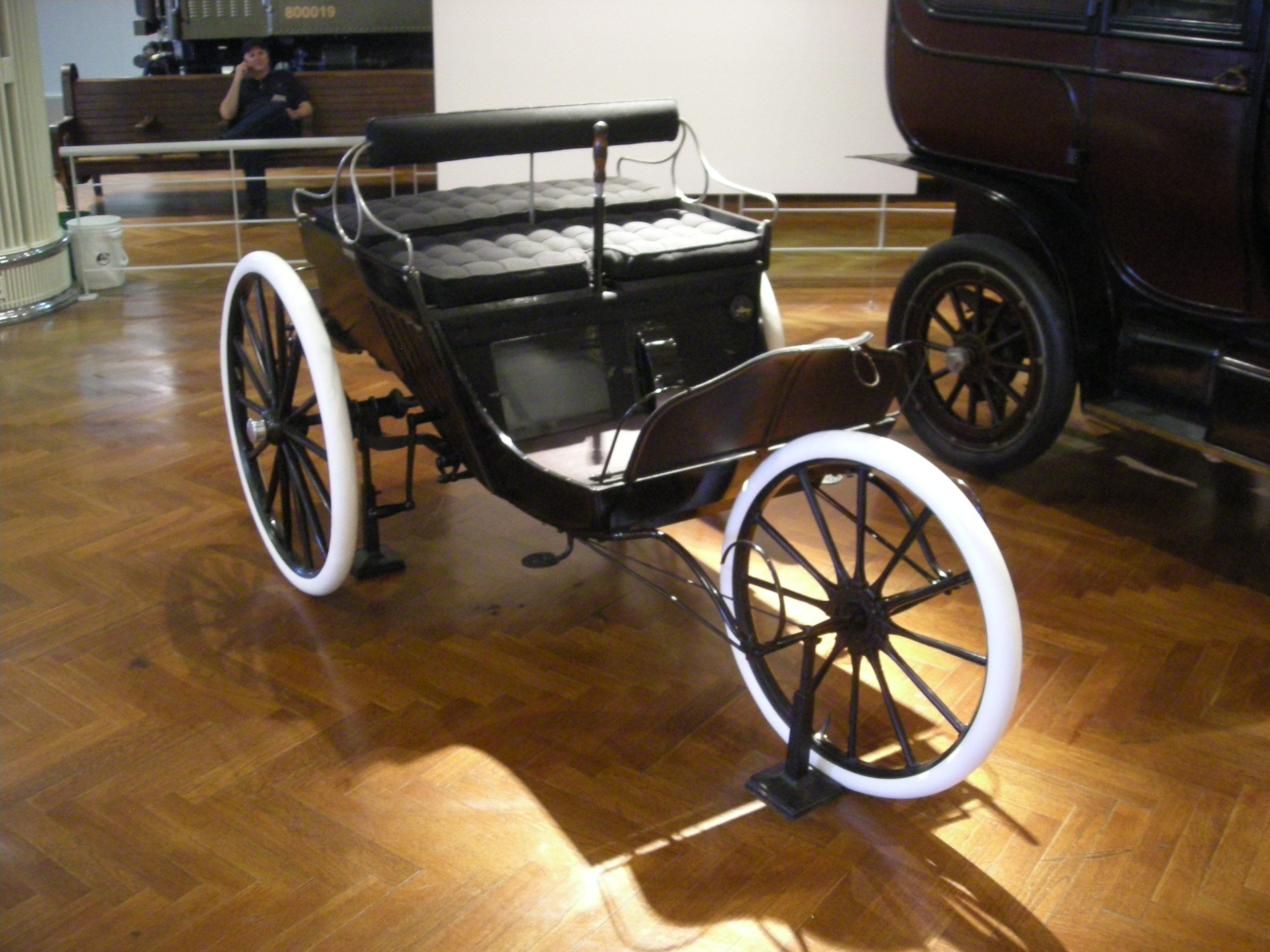
Duryea Trap von 1899

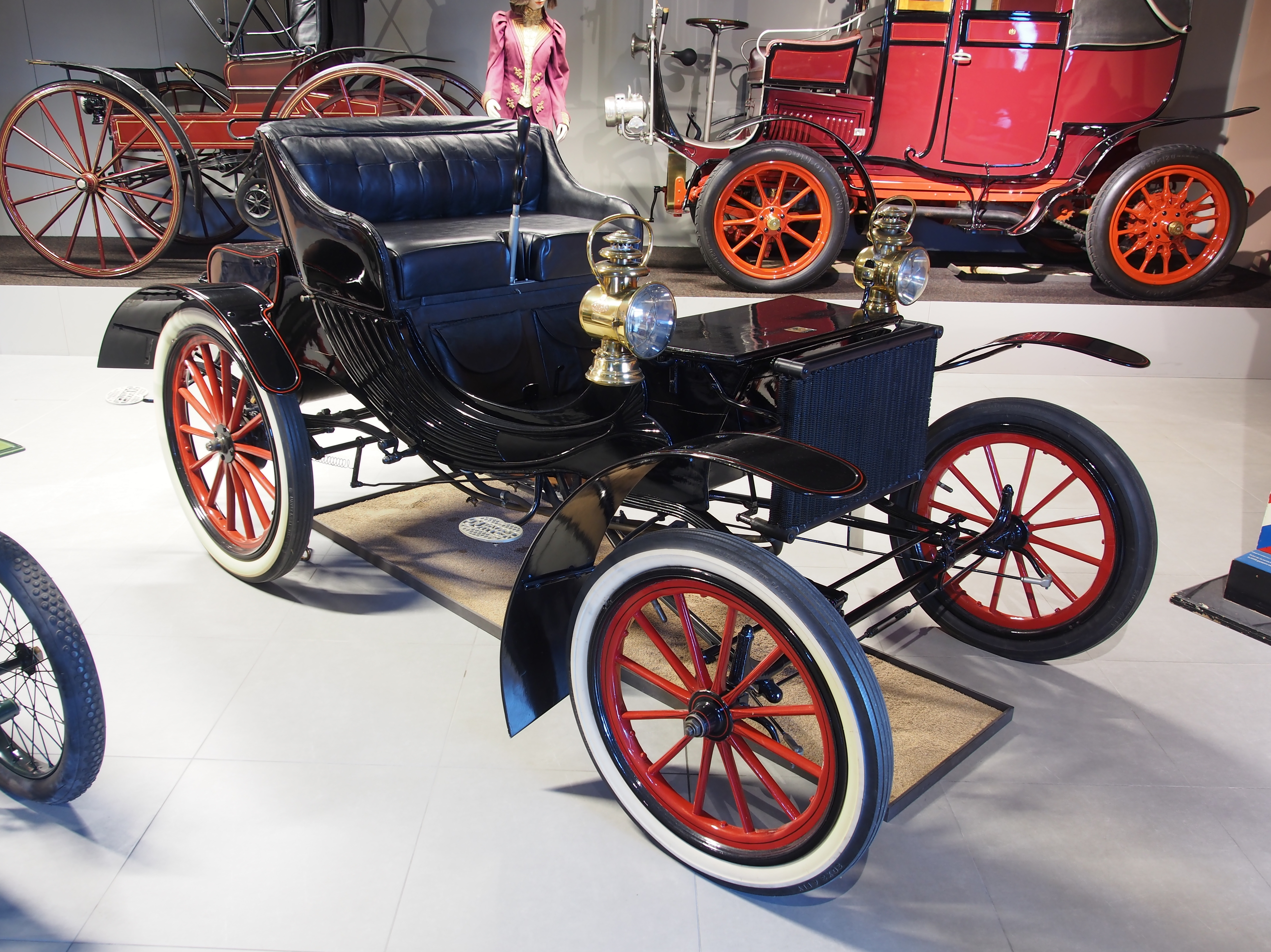
Duryea als Surrey von 1903

Duryea war eine US-amerikanische Automarke. Sie gilt als die älteste des Landes.

## Markengeschichte
Charles E. Duryea und James Frank Duryea waren Brüder. Sie begannen in den 1890er Jahren in Springfield in Massachusetts mit der Entwicklung eines Automobiles. Das erste Fahrzeug war am 21. September 1893 fahrbereit. Im Januar 1894 bewältigte es erfolgreich eine Strecke von fast 10 Kilometern. Einige Prototypen folgten, die auch erfolgreich bei Veranstaltungen eingesetzt wurden.
Im September 1895 gründeten die Brüder gemeinsam die Duryea Motor Wagon Company in der gleichen Stadt. Charles hielt sich allerdings überwiegend in Peoria in Illinois auf. Frank stellte ab Frühjahr 1896 Fahrzeuge her, die als Duryea vermarktet wurden. 1898 wurde das Unternehmen aufgelöst. Die Brüder trennten sich. Frank gründete daraufhin die Hampden Automobile & Launch Company, um Fahrzeuge der Marke Hampden herzustellen.
Charles gründete im Februar 1898 die Duryea Manufacturing Company in Peoria. Er stellte bis etwa 1899 rund 20 Fahrzeuge her.
Daraufhin zog Charles nach Reading in Pennsylvania und gründete 1899 die Duryea Power Company. Eine andere Quelle gibt März 1900 als Gründungsmonat an. Im Herbst 1907 folgte die Insolvenz. Dieses Unternehmen fertigte je nach Quelle etwa 300 oder rund 370 Fahrzeuge. Lizenznehmer waren die Waterloo Gas Engine Company aus Waterloo, Construction Liégeoise Automobile aus Belgien und Sturmey Motors aus Coventry.
Charles gründete 1908 in der gleichen Stadt die Duryea Motor Company. Er entwickelte ein neues Modell. Die Produktion lief bis 1913.
Bereits 1911 hatte Charles zusätzlich die Duryea Automobile Company in Saginaw in Michigan gegründet. Später erfolgte vermutlich die Umfirmierung in Duryea Motor Company. 1912 wurde die Brooks Manufacturing Company übernommen. Im Januar 1914 endete die Produktion.
Zwischen 1914 und 1915 fertigte die Cresson-Morris Company aus Philadelphia in Pennsylvania noch ein paar Fahrzeuge als Duryea, die Charles entworfen hatte. Daraus wurde anschließend die Crowther Motor Company.
1915 kam das Ende für den alleinigen Markennamen Duryea. Die Duryea Tricycle Company mit dem Markennamen Duryea Gem ist separat zu betrachten.
Insgesamt entstanden laut einer Quelle 716 Fahrzeuge der Marke Duryea.

## Fahrzeuge
Das Fahrzeug von 1893 hatte einen Einzylindermotor, der liegend montiert war. Er entwickelte 4 PS aus 1302 cm³ Hubraum und trieb über Riemen die Hinterachse an. Der Rahmen und der Aufbau stammten von einer Kutsche, die gebraucht gekauft worden war.
1894 folgte ein Fahrzeug mit einem Zweitaktmotor, später umgebaut auf Viertaktmotor. Der Riemenantrieb wurde aufgegeben. Das Getriebe hatte drei Vorwärts- und einen Rückwärtsgang. Als großer Vorteil gegenüber dem ersten Fahrzeug werden die Luftreifen genannt. Dieses Fahrzeug gewann 1895 den Times-Herald Contest in Chicago und erhielt den Spitznamen Chicago car.
1895 oder Anfang 1896 folgte ein weiteres Fahrzeug, das Cosmopolitan car genannt wurde. Denn es nahm am Rennen des Magazins Cosmopolitan von New York City nach Irvington teil und erreichte als einziges Fahrzeug das Ziel. Der Motor war kleiner, aber leistungsfähiger. Die Kraftübertragung erfolgte erneut über Riemen. Dieses Fahrzeug bildete die Basis für die ersten Serienfahrzeuge.
Die ersten 13 Serienfahrzeuge aus Springfield hatten weiterhin Riemenantrieb, die folgenden nicht mehr. Noch wurde viel experimentiert. Drahtspeichenräder wurden eingeführt. Aufbauten als Dos-à-dos mit Platz für vier Personen, die Rücken an Rücken sitzen konnten, kamen dazu. Zwei Fahrzeuge nahmen 1896 am Emancipation Run in England teil, woraus sich später der London to Brighton Veteran Car Run entwickelte.
Aus Peoria kamen Dreiräder mit vorderen Einzelrad, Trap genannt. Ein Dreizylindermotor vom E. B. Hazen Machine Shop trieb über eine Kette die Hinterachse an. Die offene Karosserie war zweisitzig. Ein einachsiger Anhänger bot Platz für zwei weitere Personen.
In Reading wurde der Bau der Dreiräder fortgesetzt. Das Fahrgestell hatte 168 cm Radstand. 1902 folgten vierrädrige Modelle. Motoren mit 3516 cm³ Hubraum und 15 PS Leistung sind überliefert. 1906 kam ein 25/30-PS-Modell dazu. Gelenkt wurde mit einem Lenkhebel. Es gibt einen Hinweis darauf, dass die Motoren im Heck montiert waren und über ein Zweiganggetriebe und eine Kette die Hinterachse antrieben. Neben offenen Zwei- und Viersitzern ist auch eine geschlossene Karosserie angeboten worden.
1908 folgte der Buggyaut als neues Modell. Dies war ein Highwheeler mit Vollgummireifen. Ein Zweizylinder-Zweitaktmotor mit 15 PS Leistung trieb die Fahrzeuge an. Der Lenkhebel wurde beibehalten.
Ab 1911 kam der Electa aus Saginaw. Er basierte auf dem Buggyaut, hatte den gleichen Motor, war aber etwas luxuriöser ausgestattet.
Die Fahrzeuge von 1914 bis 1915 wurden als Cyclecar bezeichnet, obwohl sie die Kriterien nicht erfüllten. Sie hatten einen Zweizylindermotor mit 95,25 mm Bohrung, 95,25 mm Hub, 1357 cm³ Hubraum und je nach Quelle 11 oder 19 PS Leistung. Der Radstand betrug 254 cm. Der Roadster bot Platz für zwei Personen nebeneinander. Das Leergewicht war mit 272 kg angegeben.

## Modellübersicht
Nachstehend eine Übersicht über die Modelle ab 1900. Da die Angaben aus einer anderen Quelle stammen, sind geringe Abweichungen zum vorstehenden Text möglich.
| Jahr      | Modell   | Zylinder | Leistung (PS) | Radstand (cm) | Aufbau |
| --------- | -------- | -------- | ------------- | ------------- | --- |
| 1900–1901 | Dreirad  | 3        | 6             | 168           | Dos-à-dos Trap, Surrey, Phaeton |
| 1902      | Dreirad  | 3        | 6/10          | 168           | Dos-à-dos Trap, Surrey, Phaeton |
| 1903      | Dreirad  | 3        | 10            | 168           | Phaeton |
| 1903      | Vierrad  | 3        | 10            | 168           | Phaeton |
| 1903      |          | 3        | 10            | 168           | Rumble Phaeton, Folding Front Phaeton, Enclosed Phaeton |
| 1903      |          | 3        | 10            | 244           | Tonneau 7-sitzig, Surrey |
| 1904      | Dreirad  | 3        | 15            | 183           | Phaeton 2-sitzig |
| 1904      |          | 3        | 15            | 183           | Folding Rear Phaeton 4-sitzig, Enclosed Doctor’s Phaeton, Surrey 5-sitzig, Folding Front Phaeton 4-sitzig, Straight-Line Phaeton 4-sitzig, Park Wagon, Tonneau 4-sitzig, kleiner und großer Lieferwagen |
| 1905      | Dreirad  | 3        | 12/15         | 191           | Phaeton 2-sitzig |
| 1905      | Vierrad  | 3        | 12/15         | 191           | Phaeton 2-sitzig |
| 1905      |          | 3        | 12/15         | 198           | Folding Seat Phaeton |
| 1906      | Dreirad  | 3        | 12/15         | 206           | Phaeton |
| 1906      |          | 3        | 12/15         | 198           | Folding Rear Phaeton, Doctor’s Phaeton, Light Stage Coach |
| 1906      |          | 3        | 12/15         | 244           | Lieferwagen, Tourenwagen 5-sitzig |
| 1906      | 25/30 HP | 3        | 25/30         | 269           | Double Victoria 5-sitzig |
| 1907      |          | 3        | 15/18         | 191           | Doctor’s Phaeton |
| 1907      |          | 3        | 15/18         | 203           | Folding Rear Seat Phaeton |
| 1907      | 25/30 HP | 3        | 25/30         | 259           | Tourenwagen 4-sitzig |
| 1908      |          | 3        | 15            | 203           | Folding Rear Phaeton, Doctor’s Phaeton |
| 1908      | Buggyaut | 2        | 10/12         | 213           | |
| 1909      | Buggyaut | 2        | 15            | 213           | Einsitzer, Folding Rear Seat |
| 1910      | Buggyaut | 2        | 12/15         | 213           | Einsitzer, Folding Rear Seat |
| 1910      | Electa   | 2        | 12/15         | 213           | Victoria |
| 1911      | Buggyaut | 2        | 12/15         | 213           | Einsitzer, Surrey |
| 1911      | Buggyaut | 2        | 12/15         | 254           | Runabout |
| 1911      | Electa   | 2        | 12/15         | 213           | Surrey |
| 1912      | Buggyaut | 2        | 12/15         | 213           | Einsitzer, Surrey |
| 1912      | Buggyaut | 2        | 12/15         | 254           | Runabout |
| 1912      | Electa   | 2        | 12/15         | 203           | Surrey |
| 1913      | Buggyaut | 2        | 12/15         | 234           | Einsitzer, Surrey |
| 1913      | Buggyaut | 2        | 12/15         | 254           | Runabout |
| 1913      | Electa   | 2        | 12/15         | 203           | Victoria |
| 1914      | Buggyaut | 2        | 19            | 218           | Einsitzer |
| 1914      | Buggyaut | 2        | 19            | 244           | Surrey |
| 1914–1915 | Cyclecar | 2        | 19            | 254           | Roadster |

## Produktionszahlen
| Jahr  | Produktionszahl |
| ----- | --------------- |
| 1893  | 1               |
| 1894  | 2               |
| 1895  | 2               |
| 1896  | 13              |
| 1897  | 6               |
| 1898  | 12              |
| 1899  | 12              |
| 1900  | 28              |
| 1901  | 33              |
| 1902  | 37              |
| 1903  | 47              |
| 1904  | 53              |
| 1905  | 50              |
| 1906  | 41              |
| 1907  | 83              |
| 1908  | 71              |
| 1909  | 62              |
| 1910  | 51              |
| 1911  | 29              |
| 1912  | 23              |
| 1913  | 31              |
| 1914  | 16              |
| 1915  | 13              |
| Summe | 716             |

Quelle: